# Heratemis muelleri
Heratemis muelleri är en stekelart som först beskrevs av Schulz 1912.  Heratemis muelleri ingår i släktet Heratemis och familjen bracksteklar. Inga underarter finns listade i Catalogue of Life.